# Губчак Осип Михайлович
Осип Михайлович Губчак (19 липня 1912, Медин — 9 грудня 1997, Чикаго) — український правник та журналіст. Засновник доктрини «Українського імперіалізму».

## Життєпис
Народився 19 липня 1912 року в Медин, нині Тернопільського району У 1930 році закінчив Тернопільську гімназію. Наприкінці 1930-х він жив у Львові, мав науковий ступінь магістра права. У Львові співпрацював із виданням «Українські вісти», а з початком Другої світової війни емігрував до Німеччини і поселився біля міста Пель. Великий вплив на становлення поглядів Губчака зробили метри німецької геополітики — Карл Гаусгофер, Еріх Обст, Отто Маулл, Курт Вовінкель. Був одним із постійних авторів журналу «Нація в поході» на ряду із іншими діячами гетьманського руху.
Він зазначав, що Україна як держава може відбутися лише тоді, коли буде сильною: «або стати Великий імперією, або пропасти. Маленька Україна може деякий час бути буфером, а далі впаде жертвою розділу». Губчак бачив східні кордони України, що проходять по Кавказу і узбережжю Каспійського моря, західні — по річках Сян і Західний Буг, на півдні — надійний контроль над Чорним морем, на півночі — поступовий вихід на узбережжі Балтійського моря через створення україно-білорусько-литовського союзу. На першому етапі геополітичного розвитку імперії Осип Губчак велику увагу приділяє створенню на території колишніх Донського і Кубанського козацьких військ незалежної держави Козакії, яка буде у тісному зв'язку з Україною.

## Автор публікацій
- Губчак О. Польські аналогії (слово до націоналістів)//Нація в поході. — Берлін, 1940. 25 листопад. -Ч. 17-18.-С. 13-14.